# Šinkov Turn
Šinkov Turn – wieś w Słowenii, w gminie Vodice. W 2018 roku liczyła 125 mieszkańców.